# Massaorganisaties in de DDR
Zoals in andere communistische staten waren er ook massaorganisaties in de DDR.
In de DDR waren de massaorganisaties opgericht door of stonden onder directe invloed van de SED. De massaorganisaties moesten in de opvattingen van Lenin een transmissie tot stand brengen van de ideeën van de communistische partij naar de samenleving.
De belangrijkste massaorganisaties van de DDR waren:
- Freie Deutsche Jugend (FDJ)
- Pionierorganisation Ernst Thälmann (hoorde tot de FDJ)
- Demokratischer Frauenbund Deutschlands (DFD)
- Freier Deutscher Gewerkschaftsbund (FDGB)
- Deutscher Turn- und Sportbund (DTSB)
- Gesellschaft für Sport und Technik (GST)
- Verband der Kleingärtner, Siedler und Kleintierzüchter (VKSK)
- Gesellschaft für Deutsch-Sowjetische Freundschaft (DSF)
- Kulturbund der DDR (KB)
- Vereinigung der gegenseitigen Bauernhilfe (VdgB)

De FDGB, de FDJ, de DFD, de KB en deels ook de VdgB (1950-1963 en 1986-1990) waren net als de SED en de blokpartijen via het Nationale Front in de Volkskammer vertegenwoordigd.